# Alphonse Violet
Alphonse Violet – francuski strzelec, dwukrotny medalista mistrzostw świata.
Violet zdobył w swojej karierze dwa medale mistrzostw świata, oba w drużynowym strzelaniu z karabinu dowolnego w trzech pozycjach z 300 metrów. Na mistrzostwach w 1897 roku wywalczył brązowy medal, zaś dwa lata później srebro. Nie wystąpił nigdy na igrzyskach olimpijskich.
Jest współautorem książki „Pour former un tireur, éducation de l'enfant, de l'adulte”, powstałej w latach 1907–1908.

## Medale mistrzostw świata
Opracowano na podstawie materiałów źródłowych:
| Mistrzostwa     | Konkurencja                                     | Wynik                    | Miejsce |
| --------------- | ----------------------------------------------- | ------------------------ | ------- |
| Lyon 1897       | Karabin dowolny, trzy pozycje, 300 m, drużynowo | 2206 punktów (drużynowo) | 3       |
| Loosduinen 1899 | Karabin dowolny, trzy pozycje, 300 m, drużynowo | 4404 punkty (drużynowo)  | 2       |